# Barei
Barei är en ort i Benin. Den ligger i den centrala delen av landet, 400 kilometer norr om huvudstaden Porto-Novo. Barei ligger 479 meter över havet och antalet invånare är 12 849.
Terrängen runt Barei är huvudsakligen platt. Barei ligger uppe på en höjd. Runt Barei är det ganska tätbefolkat, med 108 invånare per kvadratkilometer.. Närmaste större samhälle är Djougou, 11,2 kilometer öster om Barei. 
Omgivningarna runt Barei är huvudsakligen savann.